# Ellory Elkayem

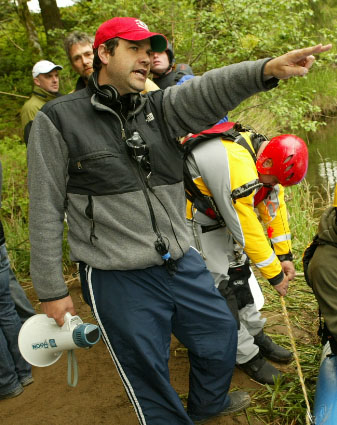
Elkayem während der Dreharbeiten von Trouble ohne Paddel 2 – Die Natur ruft!

Ellory Elkayem (* 12. August 1970 in Christchurch) ist ein neuseeländischer Regisseur. Sein bekanntester Film ist Arac Attack – Angriff der achtbeinigen Monster.

## Karriere
Sein Debüt als Regisseur gab Elkayem 1997 mit dem Kurzfilm Larger Than Life. Drei Jahre später inszenierte er mit dem Horrorfilm They Nest – Tödliche Brut seinen ersten Langfilm. Der Film wurde direkt für das US-amerikanische Fernsehen produziert. Nach der von Roland Emmerich produzierten Hollywoodproduktion Arac Attack folgten zwei Low-Budget-Produktionen, die ihn wiederum ins Horror-Genre führten. Erst mit dem 2008 gedrehten und Januar 2009 herausgebrachten Film Trouble ohne Paddel 2 – Die Natur ruft!, einer Direct-to-DVD-Produktion und Fortsetzung zu Trouble ohne Paddel, wandte sich Elkayem einem anderen Genre zu.

## Filmografie (Auswahl)
- 1997: Larger Than Life (Kurzfilm)
- 2000: They Nest – Tödliche Brut (They Nest, Fernsehfilm)
- 2002: Arac Attack – Angriff der achtbeinigen Monster (Eight Legged Freaks)
- 2005: Return of the Living Dead IV: Necropolis (Return of the Living Dead 4: Necropolis)
- 2005: Return of the Living Dead V: Rave to the Grave (Return of the Living Dead: Rave from the Grave)
- 2009: Trouble ohne Paddel 2 – Die Natur ruft! (Without a Paddle: Nature’s Calling)